# Rivière (Paso de Calais)
Rivière es una comuna francesa situada en departamento de Paso de Calais, en la región de Alta Francia.

## Demografía
| 992 | 963 | 963 | 1102 | 1142 | 1122 | 1125 |
| Para los censos de 1962 a 1999 la población legal corresponde a la población sin duplicidades (Fuente: INSEE [Consultar]) |     |     |      |      |      |      |